# Institut des risques industriels, assurantiels et financiers
 (octobre 2024).
 (avril 2010).
Si vous disposez d'ouvrages ou d'articles de référence ou si vous connaissez des sites web de qualité traitant du thème abordé ici, merci de compléter l'article en donnant les références utiles à sa vérifiabilité et en les liant à la section « Notes et références ».
L'IRIAF (Institut des Risques Industriels, Assurantiels et Financiers) était un établissement d'enseignement supérieur français situé à Niort (France), rattaché à l'Université de Poitiers.
Depuis le 3 juillet 2024, il a été renommé ENSAR (École Nationale Supérieure des Sciences Applicatives et du Risque) et il est devenu une école d'ingénieurs intégrée à l'Université de Poitiers.

## Présentation
L'IRIAF propose deux filières: Statistique en assurance et Santé et Gestion des risques.
Ces deux parcours offrent des approches complémentaires de la gestion des risques et forment des professionnels tels que des statisticiens, des managers et des préventeurs de risques.
Depuis 2001, l’IRIAF a mis en place des codiplômations avec des établissements étrangers tels que l’Université de Damas en Syrie (initiative suspendue par la suite) et l’Université A. I. Cuza de Iași en Roumanie.

## Historique

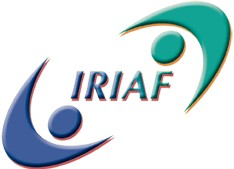
Ancien logo

L'IRIAF, qui ne prend ce nom qu'en 2001 sous l'impulsion des mutuelles d'assurances locales, voit le jour à Niort en 1989 et est une des premières formations universitaires Bac+2 en gestion du risque en France.
En 1996, l’IRIAF commence à proposer des formations jusqu’à Bac+5.
En 2001, l’IRIAF devient une composante à part entière de l’Université de Poitiers.
À partir de la rentrée 2004, les formations de l’IRIAF délivrent des licences (Bac+3) et masters (Bac+5). La réforme des études supérieures en France lui permet de proposer aux étudiants la possibilité de poursuivre leurs études jusqu'au doctorat, notamment dans les domaines de la combustion et de la détonique avec l’appui de l’Institut Pprime et des sciences humaines et sociales.
En 2009, l’IRIAF, jusqu'alors situé dans le centre-ville (bâtiments du centre Du Guesclin), déménage dans de nouveaux locaux du Pôle universitaire de Niort, à proximité de l’IUT.Ce rapprochement géographique favorise ainsi les échanges entre ces entités et renforce l'idée de campus universitaire ainsi que celle de filières de formation dédiée à des métiers spécifiques.
En 2016, l’IRIAF ouvre une nouvelle formation Bac+3 en Économie et Gestion, parcours Risque Assurance, destinée à faire le lien entre les étudiants titulaires d’un DUT (Bac+2) et les masters (Bac+5).
En 2022, l’IRIAF commence à utiliser HESTIA, une plateforme technologique pour la caractérisation des matériaux en termes de sécurité incendie, la détermination des émissions gazeuses polluantes et la modélisation des scénarios de feu et des chambres de combustion.
En 2024, l'IRIAF devient une école d'ingénieurs sous le nom de l'École Nationale Supérieure des Sciences Applicatives et du Risque (ENSAR).

## Formations

### Filière gestion des risques
- Licence Sciences du Danger (SD)
- Master Professionnel Management des Risques Industriels et Environnementaux (MRIE)
- Master Professionnel Management des Risques des Systèmes d'Informations (MRSI)

### Filière statistique en assurance et santé
- Licence Professionnelle Statistique de la Protection Sociale (SPS) (en formation à distance septembre 2014)
- Licence Statistique et Traitement des Données en Assurance et Santé (STDAS) (dernière promotion en 2010-2011)
- Master Professionnel Statistique et Actuariat Appliqués aux Risques en Assurances Dommages et Santé (SARADS)

## Recherche
Le département GdR est rattaché à l’Institut Pprime, Unité propre de recherches 3346 CNRS – ENSMA – Université de Poitiers. Ses axes de recherches sont :
- l’analyse du cycle de vie (ACV) des systèmes de combustion afin d’identifier les priorités en matière de protection de l’environnement:
- la sécurité incendie par la caractérisation des matériaux, la détermination des émissions gazeuses polluantes et la modélisation des scénarios de feu et des chambres de combustion. Cette recherche est assurée par des maîtres de conférences et des doctorants au sein même de l’IRIAF.

Le département SAS est rattaché au CRIEF (Centre de Recherche sur l’Intégration Économique et Financière).
Les thèmes de recherche portent sur:
- l’étude des systèmes de financement de l’activité productive des questions monétaires ;
- l’organisation des activités analysées en termes de territorialité et de structuration des systèmes productifs.